# Carex vulpinoidea
Espèce
Classification phylogénétique
Carex vulpinoidea ou Fausse Laîche des renards est une espèce des plantes du genre Carex et de la famille des Cyperaceae.
On considère que cette plante fait partie de la flore obsidionale de France.